# Nikon D500
Die Nikon D500 ist eine digitale Spiegelreflexkamera des japanischen Herstellers Nikon. Sie war seit Frühjahr 2016 im Handel erhältlich.

## Technische Merkmale
Der 20,5-Megapixel-Bildsensor ermöglicht Aufnahmen mit 5568 × 3712 Pixeln. Er misst 23,5 mm × 15,7 mm (Herstellerbezeichnung: DX-Format). Die Kamera hat zwei Speicherkartenslots, wobei der obere schnelle XQD-Karten mit PCI-Express-Schnittstelle und der untere SD-Karten nach UHS-II-Standard aufnimmt. Ab Firmware 1.30 werden ebenfalls CFexpress-Speicherkarten Typ B unterstützt. Der einstellbare Belichtungsindex des Bildsensors reicht von ISO 100 bis ISO 51.200 und kann auf ISO 50 bis ISO 1.640.000 erweitert werden. Zur Bildverarbeitung in der Kamera dient der Nikon-EXPEED-5-Bildprozessor.
Die Nikon D500 erreicht eine Serienbildgeschwindigkeit von 10 Bildern pro Sekunde, die bei der Verwendung von XQD-Speicherkarten als Rohdaten kontinuierlich geschrieben werden können. Eine Schutzfunktion unterbricht die Bildreihe beim Erreichen von 200 Bildern, jedoch kann durch eine erneute Auslösung direkt eine weitere Serie begonnen werden. Der Interne Pufferspeicher fasst bis zu 200 Bilder im verlustfreien RAW-Format. Die Kamera hat den gleichen Phasen-Autofokussensor wie Nikons Topmodell D5 sowie die jüngere Nikon D850 mit 153 AF-Messfeldern, von denen 99 als Kreuzsensoren ausgeführt sind.
Durch den kleineren APS-C Bildsensor der D500 decken die Fokuspunkte nahezu die volle Bildfläche ab, was ein kontinuierliches Verfolgen des fokussierten Subjektes innerhalb des Sichtfeldes erlaubt. Mit der hohen kontinuierlichen Serienbildrate, dem Teleeffekt durch den APS-C-Cropfaktor sowie dem leistungsfähigen Autofokussystem positioniert Nikon die D500 im Highend-Segment für die Sport- und Naturfotografie. Damit platziert Nikon die Kamera als direkten Konkurrenten zur eineinhalb Jahre älteren Canon EOS 7D Mark II, die die gleiche Serienbildrate erreicht, allerdings nur einen Puffer von 31 RAW-Fotos sowie einen kleineren Autofokussensor mit 65 Messfeldern hat, die einen kleineren Teil des Bildfeldes abdecken. Im eigenen Angebot grenzt Nikon die D500 zur Einführungszeit von der Nikon D7200 mit nur 51 Autofokusmessfeldern ab, deren Sensor mit 24 Megapixeln leicht höher aufgelöst, die jedoch im Serienbildbetrieb nur 6 Bilder pro Sekunde erreicht. Letztere erhielt im Sommer 2017 mit der D7500 einen Nachfolger mit dem Sensor der D500 und einer Serienbildrate von 8 Bildern.

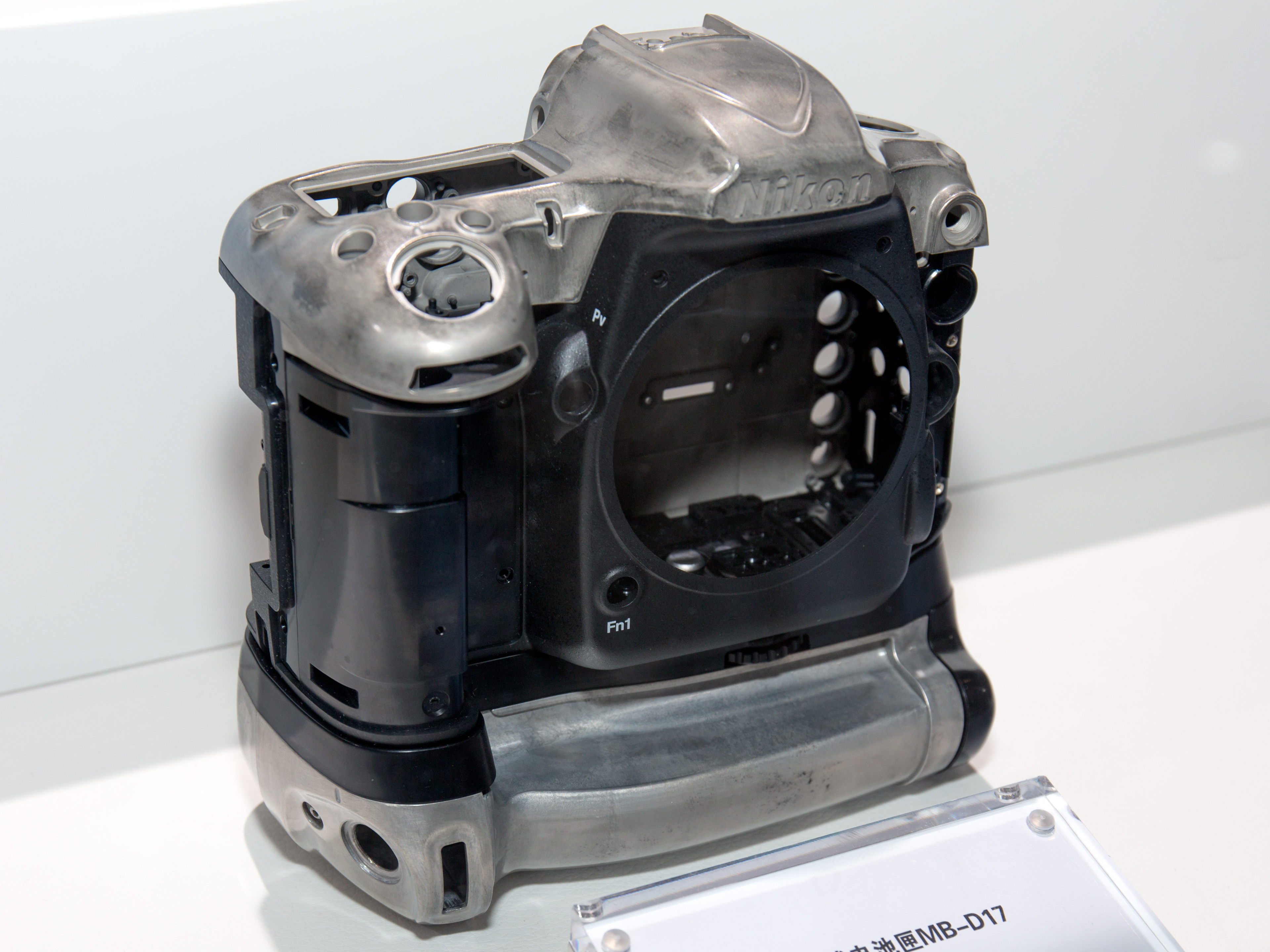
Gehäuse mit Zusatzgriff aus Magnesiumlegierung

Das Kameragehäuse der D500 besteht aus einem Kohlenstofffaser-Magnesium-Verbundmaterial und wiegt 760 g. Die Kamera hat hinten ein nach oben und unten neigbares Touchscreen-Display. Nikon verwendet denselben Akku EN-EL15a wie die Modelle der 7000er-Serie, der in der D500 im CIPA-Test 1240 Bilder mit einer Ladung erreicht. Zusätzlich verfügbar ist der Batteriegriff MB-D17, der wahlweise die Nutzung des D5-Akkus EN-EL18a oder von acht Mignon-Akkus/-Batterien ermöglicht sowie mit Auslöser- und Kontrollknöpfen für eine bequemere Hochkantaufnahme ausgestattet ist.
Ferner hat die Kamera eine Videofunktion mit Bildwiederholraten von bis zu 60 fps und einer Auflösung von bis zu 4k UHD. Die Aufnahmezeit ist pro Clip dabei auf maximal 29 Minuten und 59 Sekunden begrenzt, dies kann jedoch durch den Anschluss eines externen Rekorders über HDMI umgangen werden. Im 4K-Modus wird das Bild nicht skaliert, sondern lediglich die Mitte des Sensors verwendet, was einem Crop von 1,3 entspricht.
Die Kamera ist kompatibel mit Nikons SnapBridge-App für die Betriebssysteme iOS und Android. Mit ihr können GPS-Koordinaten vom Mobiltelefon über WLAN oder Bluetooth übertragen werden, die Kamera lässt sich fernsteuern und es können Bilder  verschickt werden. In diesem Zusammenhang geriet Nikon in die Kritik, da die eingebaute WiFi-Funktion auf die Verwendung mit der App limitiert ist und für die professionelle Anwendung im Studioumfeld der externe WLAN-Adapter WT-7 benötigt wird. Für die Georeferenzierung der Aufnahmen ist darüber hinaus das externe GPS-Modul GP-1 als Zubehör erhältlich. Nach einem vom Fotografen Gunther Wegner initiierten offenen Brief an Nikon wurde diese Beschränkung mit einem Firmwareupdate im Mai 2019 aufgehoben und die WLAN-Konnektivität für Anwendungen von Drittanbietern geöffnet.